# یان رزک
یان رزک (به چکی: Jan Rezek) (زاده ۵ مه ۱۹۸۲) بازیکن فوتبال اهل جمهوری چک است. همچنین پست تخصصی او مهاجم است.

## تیم ملی
وی سابقه ۱۵ بازی ملی برای تیم ملی فوتبال جمهوری چک در کارنامه دارد.